# ヴォレアス北海道
ヴォレアス北海道（ヴォレアス ほっかいどう）は、北海道旭川市を本拠地とする男子プロバレーボールチームである。2025-26シーズンはSVリーグ MENに所属。

## 概要
運営会社は「株式会社ヴォレアス」(VOREAS,INC.)で、その代表取締役社長は池田憲士郎である。2011年に創部した株式会社アイ・ディー・エフのバレーボール部を前身とする。
チーム名の「ヴォレアス」は、ギリシャ神話における北風の神「ボレアス（Boreas）」の"B"をバレーボールの"V"に替えた造語である。
本拠地としては旭川市総合体育館（リクルートスタッフィング リック&スー旭川体育館）を主に使用しているが、収容人員が少ない関係から、V2昇格後は旭川大雪アリーナ（道北アークス大雪アリーナ）などの大規模施設も併用する形となっている。

## 歴史
2011年、チームの母体となる株式会社アイ・ディー・エフのバレーボール部が設立された。
2016年10月21日、一般社団法人北海道バレーボールクラブを設立し、プロクラブチーム「ヴォレアス北海道」が誕生した。同月にVリーグ準加盟申請を行い、12月21日のVリーグ機構理事会で準加盟内定が承認。2017年7月より準加盟チームとして加盟した。また、世界各国で実績を積んだエド・クライン（クロアチア出身）が監督に就任し、地元出身選手の古田史郎も入団。
2017年11月1日に、運営会社として新たに「株式会社ヴォレアス」(VOREAS,INC.)を設立。
初参戦となった2017/18VチャレンジリーグIIで優勝を果たした。また、翌年度より始まる新生V.LEAGUEのS3ライセンスを取得し、同リーグDivision3(V3)に参入することとなった。
V.LEAGUE初年度の2018-19シーズンでV3優勝を果たす。S2ライセンスを取得したため、DIVISION2(V2)昇格ともなった。
2019-20シーズン、S1ライセンスを取得し、V2で2位以内に入ればDIVISION1(V1)昇格をかけて挑むV・チャレンジマッチに出場できることとなった。V2でも快進撃を続けて、1敗をキープする状態が続いた。2020年2月16日、唯一の敗戦を喫していたトヨタ自動車サンホークスに雪辱を果たし、2位以内を確定させ、V・チャレンジマッチ出場を確定させた。しかし、新型コロナウイルスの影響で2試合を残してV2が打ち切りとなり、勝利数で首位を並走する富士通カワサキレッドスピリッツにポイントで及ばず惜しくも準優勝となった。

2020年3月9日、新型コロナウイルスの影響でV・チャレンジマッチを中止にするとVリーグ機構より発表があり、それを受けて、Vリーグ機構に継続的な議論を要望した。しかし、結局はVリーグ機構理事会の末、次シーズンもV2所属となった。
2020-21シーズン、V2で準優勝を果たし、再度、V・チャレンジマッチ出場権を得た（2021年4月3日、4日開催）。しかし、4月1日に対戦相手である大分三好ヴァイセアドラーのチーム関係者に新型コロナウイルス感染者が発生したため、またもV・チャレンジマッチが中止となった。しかし、当年度はVリーグ機構と当該チームの間で調整が行われ、ヴィアティン三重のサポートもあり、5月4日、5日に無観客試合で代替開催されることとなった。第1試合はストレートで敗れるが、第2試合では2セット先取しV1昇格まであと一歩まで迫る。しかし、第3セットを奪われ、この時点で対戦成績で大分三好を上回れなくなり、第2試合はフルセットで勝利したが、V1昇格はならなかった。
2021-22シーズン、V2にて27勝1敗（3不戦勝を含む）の成績でV2・3シーズン目にして初優勝を果たし、三度、V・チャレンジマッチ出場権獲得、対戦相手はV1最下位のVC長野トライデンツとなった。第1試合はフルセットの末勝利。勝てばV1昇格となる第2試合は第3セット終了時点で2-1で、あと1セット取れば昇格だったが、そこから2セット取られ敗北。勝利数・ポイント・セット率で並び、得点率で長野を上回れずにV1昇格を勝ち取れなかった。なおこのときはV1所属のFC東京が今シーズン限りでの休部並びにリーグ脱退が決まっていたため繰り上げ昇格の可能性が残っていたが、4月26日にFC東京がネイチャーラボへのチーム移管が決定したため来季のV2残留が決定した。
2022-23シーズン、V2にて25勝2敗でV2連覇を達成し、4度目のV・チャレンジマッチ出場権を獲得。対戦相手は2020-21のチャレンジマッチで敗れた大分三好(V1最下位)となった。第1試合をフルセットの末勝利。第2試合も3-1で勝利し、悲願のV1昇格となった（2023年4月19日のVリーグ機構理事会の審議の結果、正式に決定した）。2023年4月26日、Vリーグの再編により2024-25シーズンより発足予定の「SVリーグ」に加盟申請を行う方針を明らかにした。SVリーグ参加に必要となる「SVライセンス」については、2024年3月時点で一旦継続審議となるも、同年4月17日に正式にライセンスが認定された。
2025年3月、2025-26シーズンのSVライセンス第1回判定において財務基準の改善を求められ継続審議とされた。同年4月に行われた第2回判定において、債務超過の問題を解消する見通しが立ったとしてSVライセンスが交付された。

## 2019-20 V・チャレンジマッチ中止撤回要請
2019-20シーズン、V2準優勝でV・チャレンジマッチ出場を決めたが、2020年3月6日、Vリーグ機構より、新型コロナウイルスの影響で無観客開催が予定されていたV・チャレンジマッチを中止するとの連絡を受けた。9日、Vリーグ機構が感染症拡大を鑑みて同大会を中止にすると公式発表。同時に、ヴォレアスにも通達した。
それを受けて株式会社ヴォレアスは、その決定を議論の余地があるものとし、社長の池田憲士郎がホームタウン4自治体の1市長、3町長と共同で緊急要望書を作成してVリーグ機構に提出。Vリーグ機構に継続的な議論を要望した。要望内容は、V・チャレンジマッチの中止を撤回して5月までに開催、あるいは、V1の11番目のチームとする特例措置を求めるもの。
10日、旭川市内で記者会見を開き、その旨を説明した。池田は、夢と可能性をつぶさない可能性が別にあり、Vリーグと引き続き考えていきたいと話し、主将の古田史郎は、選手として整理がついていない胸の内を明かした。監督のエド・クラインは、「海外では延期はあるが中止はない」「協会などがどのようにしてクラブを守るかを一生懸命模索している」「目標達成のために100%の練習をしてきて、戦わずして負けるのは納得しない」などと主張した。
また、有志によるSNSを通じたデジタル署名も行われる。
11日夜に機構から回答が届き、開催延期は不可能で、V1昇格の特例措置についても、合理的な理由が必要として資料の再提出を求めると回答され、クラインらの主張までも1日で退けられるような返答がされた。開催延期不可の理由として、イベント自粛要請が強まったこと、自体の収束にめどが立たないこと、4月以降の戦力保持が保障できないことなどが挙げられた。
4月2日、Vリーグ機構に再度要望書を提出。2月28日の緊急理事会議事録などの開示、中止を決定したプロセス詳細の開示などを求め、中止説明を求めた。25日に書留で回答書が届いた（内容は非公開）。
6月24日のVリーグ機構理事会などで昇降格制度のプレゼンを行い全チームにおけるアンケートを実施したが、規定である4分の3を超える賛成を得ることができず、V1昇格案は棄却された。降旗雄平部長は、クラブと実業団とでは異なる課題がある上、次シーズン開幕を控えた時期でもあり、受け入れられるのが難しかったと見解を述べた。理事会の承認をもって、2020-21シーズンもV2に所属することが確定した。

## 成績

### 主な成績
V.LEAGUE DIVISION1 MEN
- 優勝 なし
- 準優勝 なし

V.LEAGUE DIVISION2 MEN
- 優勝 2回（2021-22、2022-23）
- 準優勝 2回（2019-20、2020-21）

チャレンジリーグII、V.LEAGUE DIVISION3 MEN
- 優勝 2回（2017/18、2018-19）

### 年度別成績

#### V・プレミアリーグ / V・チャレンジリーグ
| 所属         | 年度    | 最終 順位 | 参加 チーム数 | レギュラーラウンド | レギュラーラウンド | レギュラーラウンド | レギュラーラウンド | ポストシーズン | ポストシーズン | ポストシーズン |
| 所属         | 年度    | 最終 順位 | 参加 チーム数 | 順位               | 試合               | 勝                 | 敗                 | 試合           | 勝             | 敗             |
| ------------ | ------- | --------- | ------------- | ------------------ | ------------------ | ------------------ | ------------------ | -------------- | -------------- | -------------- |
| チャレンジII | 2017/18 | 優勝      | 10チーム      | 1位                | 18                 | 15                 | 3                  | -              | -              | -              |

#### V.LEAGUE
| 所属      | 年度    | 最終 順位 | 参加 チーム数 | レギュラーラウンド | レギュラーラウンド | レギュラーラウンド | レギュラーラウンド | ポストシーズン | ポストシーズン | ポストシーズン | 備考            |
| 所属      | 年度    | 最終 順位 | 参加 チーム数 | 順位               | 試合               | 勝                 | 敗                 | 試合           | 勝             | 敗             | 備考            |
| --------- | ------- | --------- | ------------- | ------------------ | ------------------ | ------------------ | ------------------ | -------------- | -------------- | -------------- | --------------- |
| DIVISION3 | 2018-19 | 優勝      | 6チーム       | 1位                | 20                 | 18                 | 2                  | -              | -              | -              |                 |
| DIVISION2 | 2019-20 | 準優勝    | 12チーム      | 2位                | 20                 | 19                 | 1                  | -              | -              | -              |                 |
| DIVISION2 | 2020-21 | 準優勝    | 11チーム      | 2位                | 18                 | 15                 | 3                  | -              | -              | -              | 不戦勝1を含む。 |
| DIVISION2 | 2021-22 | 優勝      | 15チーム      | 1位                | 28                 | 27                 | 1                  | -              | -              | -              | 不戦勝3を含む。 |
| DIVISION2 | 2022-23 | 優勝      | 10チーム      | 1位                | 27                 | 25                 | 2                  | -              | -              | -              |                 |
| DIVISION1 | 2023-24 | 9位       | 10チーム      | 9位                | 36                 | 3                  | 33                 | -              | -              | -              |                 |

#### SV.LEAGUE
| 所属      | 年度    | 最終 順位 | 参加 チーム数 | レギュラーラウンド | レギュラーラウンド | レギュラーラウンド | レギュラーラウンド | ポストシーズン | ポストシーズン | ポストシーズン | 備考 |
| 所属      | 年度    | 最終 順位 | 参加 チーム数 | 順位               | 試合               | 勝                 | 敗                 | 試合           | 勝             | 敗             | 備考 |
| --------- | ------- | --------- | ------------- | ------------------ | ------------------ | ------------------ | ------------------ | -------------- | -------------- | -------------- | ---- |
| SV.LEAGUE | 2024-25 | 10位      | 10チーム      | 10位               | 44                 | 8                  | 36                 |                |                |                |      |

## 選手・スタッフ(2025-26)

### 選手
| 背番号                                                                            | 名前                    | シャツネーム | 生年月日（年齢）       | 身長 | 国籍       | Pos | 在籍年              | 前所属              | 備考         |
| --------------------------------------------------------------------------------- | ----------------------- | ------------ | ---------------------- | ---- | ---------- | --- | ------------------- | ------------------- | ------------ |
| 2                                                                                 | 中道優斗                | NAKAMICHI    | 2002年10月2日（22歳）  | 183  | 日本       | OH  | 2024年-             | 東海大学            | 新人         |
| 4                                                                                 | ティモ・タンメマー (et) | TIMO         | 1991年11月18日（33歳） | 205  | エストニア | MB  | 2024年-             | ベルリン            |              |
| 5                                                                                 | 井上仁                  | JIN          | 1992年4月2日（33歳）   | 195  | 日本       | MB  | 2022年-             | FC東京              |              |
| 6                                                                                 | 山岸隼                  | YAMAGISHI    | 1999年8月3日（25歳）   | 185  | 日本       | S   | 2022年-             | VC長野              |              |
| 7                                                                                 | ニキタ・ゾロトゥーヒン  | NIKITA       | 2003年4月15日（22歳）  | 215  | ウクライナ | OP  | 2024年-             | アラゴ・ド・セット2 |              |
| 8                                                                                 | 日車恭輔                | HIGURUMA     | 2002年9月25日（22歳）  | 188  | 日本       | OH  | 2024年-             | 福岡大学            | 新人         |
| 9                                                                                 | 池田幸太                | IKEDA        | 1997年2月8日（28歳）   | 180  | 日本       | OH  | 2024年-             | VC長野              |              |
| 10                                                                                | マート・タンメアル (et) |              | 2001年3月17日（24歳）  | 198  | エストニア | OH  | 2025年-             | リヴィウ (pl)       | 移籍加入     |
| 11                                                                                | 外崎航平                | TONOZAKI     | 1997年6月28日（28歳）  | 170  | 日本       | L   | 2022年-             | ヴィアティン        |              |
| 12                                                                                | 荒尾怜音                | REON         | 2001年5月1日（24歳）   | 175  | 日本       | L   | 2024年-             | 早稲田大学          |              |
| 14                                                                                | 張育陞                  | CHANG        | 2000年3月30日（25歳）  | 188  | 台湾       | OP  | 2019年-             | 屏東台電 (zh)       | 副キャプテン |
| 15                                                                                | 出口大聖                | DEGUCHI      | 2000年8月13日（24歳）  | 193  | 日本       | MB  | 2024年-             | 北海道YS            | レンタル移籍 |
| 18                                                                                | 古賀健太                | KOGA         | 1997年9月17日（27歳）  | 188  | 日本       | OP  | 2023年-             | 大分三好            |              |
| 19                                                                                | 浜田翔太                | HAMADA       | 1990年9月21日（34歳）  | 182  | 日本       | S   | 2021-2022年 2025年- | 安山OK貯蓄銀行      | 移籍加入     |
| 20                                                                                | 染野輝                  | SOMENO       | 2001年7月3日（24歳）   | 186  | 日本       | OH  | 2025年-             | サントリー          | レンタル移籍 |
| 34                                                                                | 三好佳介                | MIYOSHI      | 1999年2月16日（26歳）  | 190  | 日本       | MB  | 2024年-             | ヴィアティン        |              |
| 出典：チーム新体制リリース チーム公式サイト Vリーグ公式サイト 更新：2025年7月10日 |                         |              |                        |      |            |     |                     |                     |              |

### スタッフ
| 役職                                                                               | 名前                                 | 備考 |
| ---------------------------------------------------------------------------------- | ------------------------------------ | ---- |
| GM                                                                                 | 加藤伊織                             |      |
| GM補佐                                                                             | 奥山優奈                             | 新任 |
| ヘッドコーチ                                                                       | エド・クライン                       |      |
| アシスタントコーチ                                                                 | 三上岳                               |      |
| アシスタントコーチ                                                                 | 黒澤一成                             |      |
| アシスタントコーチ                                                                 | ジェリー・テオ・テック・ヒューアット | 新任 |
| アシスタントコーチ                                                                 | 辻井淳一                             | 新任 |
| S&Cコーチ                                                                          | 城野翔平                             |      |
| チームドクター                                                                     | 柴田宏明                             |      |
| チームドクター                                                                     | 佐々木祐介                           |      |
| トレーナー                                                                         | 藤本隆靖                             |      |
| トレーナー                                                                         | 上野貴弘                             |      |
| トレーナー                                                                         | 景山研斗                             |      |
| アドバイザー                                                                       | 家近昭彦                             |      |
| アドバイザー                                                                       | 中田桂太郎                           |      |
| 出典：チーム新体制リリース チーム公式サイト Vリーグ公式サイト 更新：2024年10月20日 |                                      |      |

## 在籍していた主な選手
- 古田史郎
- 越川優
- 佐々木博秋
- 陳建禎
- ムラートハン・キサル

## アンダーカテゴリー
アカデミー・ジュニアチームが存在する。

### ヴォレアスアカデミー
U12はリクルートスタッフィング リック&スー旭川体育館（旭川市総合体育館）、U15の男子は鷹栖町総合体育館、女子は旭川実業高校で行われている。

### ヴォレアス北海道ジュニア
U12・U15ともに札幌・釧路で活動している。

## 関連事業
運営会社の株式会社ヴォレアスでは、経営多角化の一環として飲食店等の経営にも乗り出している。
2023年3月、旭川市内中心部の3・6街（元北見信用金庫旭川支店跡地）に、会員制サウナと自然食レストランが一体化した「RAWLAW by VOREAS」をオープンした。1階のレストランはイベントスペースとしても使える作りで、今後ヴォレアスの試合のパブリックビューイングなどにも使用する方針である。